# Yoshiyuki Miyake
Yoshiyuki Miyake (japanska: 三宅 義行), född 30 september 1945 i Murata Machi i Miyagi prefektur är en japansk före detta tyngdlyftare. Han vann en bronsmedalj vid olympiska sommarspelen 1968. Han har också vunnit två världsmästerskap, 1969 och 1971. Miyake har även vunnit en guldmedalj vid Asiatiska spelen 1970 i Bangkok.
Miyake tränar sedan 2000 sin dotter Hiromi Miyake som vunnit ett olympiskt silver och ett brons.